# جام حذفی فوتبال ایتالیا ۲۰–۲۰۱۹
کوپا ایتالیا ۲۰–۲۰۱۹ (با نام تجاری کوپا ایتالیا کوکا کولا به دلایل حمایت مالی در طول فینال) هفتاد و سومین دورهٔ جام ملی در فوتبال ایتالیا بود.
لاتزیو مدافع عنوان قهرمانی بود که هفتمین عنوان خود را در مهٔ ۲۰۱۹ مقابل آتالانتا به‌دست آورد، اما در مرحلهٔ یک چهارم نهایی توسط ناپولی حذف شد. به‌دلیل دنیاگیری کووید-۱۹ در ایتالیا، هر دو بازی برگشت نیمه نهایی و خود فینال به ژوئن موکول شدند.
ناپولی با شکست ۴–۲ یوونتوس در ضربات پنالتی در فینال پس از تساوی بدون گل، قهرمان این رقابت شد و ششمین عنوان خود را در مجموع و اولین بار از سال ۲۰۱۴ به‌دست آورد.